# Усачи-рагии
Усачи-рагии, или разведы, или короткоусые усачи (лат. Rhagium) — род жуков подсемейства усачиков (Lepturinae) семейства усачей (Cerambycidae).

## Распространение
Почти все виды распространены в Евразии, причём в Палеарктику проникают только представители группы Hargium in sp, а также несколько видов обитают и в Северной Америке.

## Описание

### Имаго
Тело коренастое. Шея вытянутая. Виски хорошо выраженные. Усики короткие, едва заходят вершиной за основание переднеспинки. Глаза выпуклые, мелкофасетированные, слабовыемчатые. Переднеспинка на боках с остро оттянутыми шиповидными буграми. Отросток переднегруди не заходит за передние тазики. Отросток среднегруди спереди с мозолевидным утолщением, после которого резко спадает по направлению назад. Боковые бугры переднеспинки почти шиповидные. Надкрылья с чёткими рёбрышками.

### Личинка
Личинка отличается тем, что голова плоская и очень большая, на переднем крае более приплюснутая, на боках более или менее закруглённая. Тело сильно уплощено. Усики короткие конические. Мандибулы зазубрены. Ноги длинные, с тонким, незначительно склеротизованным коготком. Девятый тергит на вершине с шипиком или без него. Переднеспинка на основании в густых волосках, образующих поперечную (прерванную только посередине) полоску, которая сливается с волосистым полем на боках.

### Куколка
Куколка на переднем и заднем крае переднеспинки с игловидными щетинками, которые образуют поперечный ряд. Тергиты брюшка в острых шипиках. Стерниты на боках с бугровидными припухлостями.

## Развитие
Личинки развиваются на валежинах и усыхающих деревьях.

## Систематика
- Rhagium
  - Подрод: Hagrium Villiers, 1978
    - Вид: Двухполосый рагий (Rhagium bifasciatum Fabricius, 1775)

  - Подрод: Megarhagium Reitter, 1913
    - Вид: Rhagium caucasicum Reitter, 1889
    - Вид: Rhagium elmalienseSchmid, 1999
    - Вид: Rhagium fasciculatum Faldermann, 1837
    - Вид: Rhagium iranum Heller, 1924
    - Вид: Чернопятнистый рагий (Rhagium mordax (DeGeer, 1775))
    - Вид: Rhagium phrygium Daniel, 1906
    - Вид: Rhagium pygmaeum Ganglbauer, 1881
    - Вид: Рыжий рагий (Rhagium sycophanta (Schrank, 1781))
    - Вид: Rhagium syriacum Pic, 1892

  - Подрод: Rhagium Fabricius, 1775
    - Вид: Rhagium americanum Podany, 1964
    - Вид: Rhagium canadense Podany, 1964
    - Вид: Rhagium cariniventre Casey, 1913
    - Вид: Rhagium femorale Ohbayashi, 1994
    - Вид: Rhagium heyrovskyi Podaný, 1964
    - Вид: Ребристый рагий (Rhagium inquisitor (Linnaeus, 1758)), или рагий-сыщик
    - Вид: Rhagium japonicum Bates, 1884
    - Вид: Rhagium lineatum (Olivier, 1795)
    - Вид: Rhagium mexicanum Casey, 1913
    - Вид: Rhagium montanum Casey, 1913
    - Вид: Rhagium morrisonense Kano, 1933
    - Вид: Rhagium pseudojaponicum Podaný, 1964
    - Вид: Rhagium quadricostatum Podany, 1964
    - Вид: Rhagium quinghaiensis Chen & Chiang, 2000